# أوس بن غلفاء الهجيمي
أوس بن غلفاء الهجيمي أحد بني الهجيم بن عمرو بن تميم. وهو شاعر جاهلي وكان ضمن جيش قومه بني تميم في يوم ذي  نجب الذي وقع بعد يوم جبلة، وقد انتصرت تميم فيه. وقد أورد له المفضل الضبي في مفضلياته والأصمعي في أصمعياته قصيدةً ميمية من إحدى وعشرين بيتاً يَرُدُّ فيها الشاعر على يزيد بن الصعق الكلابي؛ إذ افتخر فيها أوْس بجيش قومه ووصف المعركة يوم ذي نجب.